# Agrypon basimarginatum
Agrypon basimarginatum là một loài tò vò trong họ Ichneumonidae.